# Redjuice

redjuice（れっどじゅうす、1976年 - ），日本男性插畫家。
高知縣土佐清水市出身。現居東京都三鷹市。supercell團隊的一員。Pixiv時期、以しる名義開始活動。

## 簡歷
原公司社員之一、現社長與二人脫離之後成立了新公司、設計師與網頁製作（網頁設計）的相關工作。2001年的時候於網上描繪開始描繪的創作。2007年、32歲的時候以插畫家的身分出道。之後經由三輪士郎的推薦加入supercell。

## 作品列表

### 插畫
- GAINGAUGE『DIZZY in ass-ault empire』（自主製作） - 外封插畫
- supercell『世界第一的公主殿下』 - 形象插畫
- livetune『Re:package』（勝利娛樂） - 外封插畫
- livetune『Re:MIKUS』（勝利娛樂） - 外封插畫
- REDALiCE『CRIMSON HARDCORE』（自主製作） - 外封插畫
- 京極夏彦『Loups=Garous 應避開的狼』（講談社 NOVELS） - 封面繪畫
- supercell『再見了，回憶』（日本索尼音樂娛樂） - 外封插畫
- 『EXIT TUNES PRESENTS Supernova2』（EXIT TUNES） - 外封插畫
- 越前魔太郎『魔界偵探冥王星O』系列（講談社NOVELS） - 封面繪畫
- Aris☆Clara（日本索尼音樂娛樂） - 角色設計、形象插畫
- 『EXIT TUNES PRESENTS Vocaloanthems』（EXIT TUNES） - 外封插畫
- うえお久光『ヴィークルエンド』（電擊文庫） - 封面繪畫
- supercell『Today Is A Beautiful Day』初回限定版（日本索尼音樂娛樂） - 外封插畫
- 長谷敏司『沒有心跳的少女 BEATLESS』（Newtype） - 插畫
- 京極夏彦『Loups=Garous 2 インクブス×スクブス 相容れぬ夢魔』（講談社NOVELS） - 封面繪畫
- GOODSMILE RACING『Hatsune Miku』2010年版 - 插畫
- supercell『My Dearest』（日本索尼音樂娛樂） - 外封插畫
- EGOIST「Departures~送給你的愛之歌~」（Aniplex） - 外封插畫
- ゆうきりん『GUILTY CROWN REQUIRE・SCORE』（TOKUMA NOVELS） - 封面繪畫
- EGOIST「The Everlasting Guilty Crown」（Aniplex） - 外封插畫
- supercell『告白×我們的足跡』初回限定版A（日本索尼音樂娛樂） - 外封插畫
- 砂阿久雁『GUILTY CROWN PRINCESS OF DEADPOOL』（Nitroplus Books） - 封面繪畫
- 周木律『眼球堂の殺人 TheBook』（講談社NOVELS） - 封面繪畫
- 伊藤計劃《虐殺器官》（早川文庫） - 封面繪畫
- 伊藤計劃《和諧》（早川文庫） - 封面繪畫

### 漫畫
- 廟 -BYOU-（『季刊GELATIN 2009刊』連載）

### 遊戲
- 初音未來 -Project DIVA-（世嘉） - 一部分插畫、部分外封設計
- 初音未來 -Project DIVA- 2nd（世嘉） - 部分插畫、一部外封設計
- LORD of VERMILION（史克威爾艾尼克斯） - 部分卡片插畫
- 花渐開（5pb.） - 角色設計
- 少女前線（散爆網絡） - 部分角色設計
- Fate/Grand Order （Type-Moon） - 部分角色設計
- 明日方舟 （鷹角網絡） - 部分角色設計
- 問答RPG 魔法使與黑貓維茲 （COLOPL） - 部分卡片插畫 (朱羅朱里、篁霧矢)

### 動畫
- 罪惡王冠 - 角色原案、第21話End Card
- 我的朋友很少 - 第6話End Card
- Vividred Operation - 概念設計
- 進擊的巨人 - 第19話End Card
- BLOOD LAD 血意少年 - 第7話End Card
- 機動戰士高達 水星的魔女 - 第18話End Card
- AYAKA -綾島奇譚- - 角色原案

### 劇場版動畫
- 屍者的帝國 - 角色原案
- 和諧 - 角色原案
- 虐殺器官 - 角色原案

### 其他
- IRyS - hololive EN所屬Vtuber角色設計

## 出處
1. ↑  .   [2017-12-06]. （原始内容存档于2016-12-25）.
2. 1 2  ノイタミナラジオ46回作為貴賓出演時本人的發言
3. ↑  ぷらちな Drawing with Wacom 005 redjuiceさんインタビュー （页面存档备份，存于）参照

## 外部連結
- redjuicegraphics（页面存档备份，存于） - 本人自介HP
- redjuicegraphics - 本人自介HP（舊頁面）
- しる的X（前Twitter）